# Eleição municipal de Palmas em 2016
A eleição municipal de 2016 em Palmas, capital do estado de Tocantins, assim como nas demais cidades brasileiras, ocorreu no dia 2 de outubro de 2016 e elegeu os prefeito e vice-prefeito da cidade e membros da Câmara de Vereadores.
O atual prefeito Carlos Amastha, do Partido Socialista Brasileiro concorreu a reeleição.
Houve um total de cinco candidatos para prefeito. Por não haver mais de 200 mil eleitores em Palmas, Amastha (PSB) foi reeleito no primeiro turno, tornando assim Palmas a única capital a não ter um segundo turno no Brasil no ano de 2016, por não atingir a cota de 200 mil eleitores, conforme estava previsto na legislação eleitoral..

## Eleitorado
O eleitorado do município de Palmas no estado de Tocantins, em 2016, contava com 172.538 pessoas aptas a votar, em um cenário formado por 82.147 eleitores homens (47,61%) e 90.391 mulheres (52,39%). 
Abaixo a tabela explicitando a divisão de votos por faixa etária, sexo e porcentagem.
| Faixa Etária       | Masculino | Feminino |
| ------------------ | --------- | -------- |
| Inválida           | 1         | 3        |
| 16 anos            | 405       | 422      |
| 17 anos            | 1.067     | 1.105    |
| 18 a 20 anos       | 6.258     | 6.742    |
| 21 a 24 anos       | 9.105     | 9.964    |
| 25 a 24 anos       | 22.223    | 25.565   |
| 25 a 34 anos       | 19.086    | 22.394   |
| 35 a 44 anos       | 16.933    | 17.781   |
| 45 a 59 anos       | 5.050     | 4.689    |
| 60 a 69 anos       | 1.696     | 1.484    |
| Superior a 79 anos | 323       | 242      |
| Total %            | 47,61%    | 52,39%   |

## Candidatos
| Nº | Candidato        | Partido | Vice-candidato                  | Coligação |
| -- | ---------------- | ------- | ------------------------------- | --- |
| 51 | Sargento Aragão  | PEN     | Luciano de Castro (PEN)         | Partido não coligado |
| 50 | Cassius Assunção | PSOL    | Rosenilde Ribeiro (PSOL)        | Partido não coligado |
| 13 | Zé Roberto       | PT      | Lucia Viana/Rosimar Mendes (PT) | Partido não coligado |
| 40 | Carlos Amastha   | PSB     | Cinthia Ribeiro (PSDB)          | Palmas bem cuidada Partido Socialista Brasileiro (PSB) Partido Trabalhista Brasileiro (PTB) Partido da Mobilização Nacional (PMN) Partido Social Liberal (PSL) Partido Trabalhista Cristão (PTC) Partido Comunista do Brasil (PCdoB) Partido Republicano Progressista (PRP) Partido da Social Democracia Brasileira (PSDB)                                                                                                |
| 22 | Raul Filho       | PR      | João Campos de Abreu (PSC)      | Coragem pra fazer diferente Partido da República (PR) Partido Social Cristão (PSC) Partido Pátria Livre (PPL) Partido Trabalhista Nacional (PTN) Partido Trabalhista do Brasil (PT do B) Partido Social Democrático (PSD) Democratas (DEM) Partido Democrático Trabalhista (PDT) |
| 43 | Cláudia Lelis    | PV      | Emerson Coimbra (PMDB)          | Frente por Palmas Partido Verde (PV) Partido do Movimento Democrático Brasileiro (PMDB) Partido Progressista (PP) Partido Republicano Brasileiro (PRB) Partido Popular Socialista (PPS) Partido da Mulher Brasileira (PMB) Partido Social Democrata Cristão (PSDC) Partido Renovador Trabalhista Brasileiro (PRTB) Partido Republicano da Ordem Social (PROS) Solidariedade (SD) Partido Humanista da Solidariedade (PHS) |

## Resultados

### Prefeito
| Partido | Partido | Candidato | Votos   | Votos (%) |
| ------- | ------- | --------- | ------- | --------- |
|         | PSB     | Amastha   | 68 634  | 52,38%    |
|         | PR      | Raul      | 41 191  | 31,43%    |
|         | PV      | Cláudia   | 13 121  | 10,01%    |
|         | PT      | Zé        | 4 865   | 3,71%     |
|         | PEN     | Aragão    | 3 226   | 2,46%     |
| Totais  | Totais  | Totais    | 131 037 |           |
| Fonte:  |         |           |         |           |

Vereadores
Eleições para vereador de Palmas 2016
| Candidato            | Partido       | Votos       | Votos   |
| -------------------- | ------------- | ----------- | ------- |
| Candidato            | Partido       | Porcentagem | Total   |
| Leo Barbosa          | SD            | 1,98%       | 2.678   |
| Thiago Andrino       | PSB           | 1,85%       | 2.499   |
| Rogerio Freitas      | PMDB          | 1,67%       | 2.253   |
| Professor Junior Geo | PROS          | 1,51%       | 2.041   |
| Marilon Barbosa      | PSB           | 1,47%       | 1.978   |
| Etinho Nordeste      | PTB           | 1,46%       | 1.977   |
| Lúcio Campelo        | PR            | 1,42%       | 1.910   |
| Filipe Martins       | PSC           | 1,36%       | 1.831   |
| Vanda Monteiro       | PSL           | 1,36%       | 1.825   |
| Laudecy Coimbra      | SD            | 1,32%       | 1.784   |
| Folha                | PSD           | 1,30%       | 1.758   |
| Major Negreiros      | PSB           | 1,26%       | 1.702   |
| Diogo Fernandes      | PSD           | 1,21%       | 1.636   |
| Ivory de Lira        | PPL           | 1,18%       | 1.594   |
| Jucelino             | PTC           | 1,18%       | 1.587   |
| Gerson da Mil Coisas | PSL           | 1.18%       | 1.586   |
| Milton Neris         | PP            | 1,14%       | 1.537   |
| Filipe               | PSDC          | 1,05%       | 1.418   |
| Vandim da Cerâmica   | PSDC          | 1,00%       | 1.345   |
| Votos Válidos        | Votos Válidos | 90,07%      | 172.344 |
| Votos Brancos        | Votos Brancos | 2,79%       | 4.065   |
| Votos Nulos          | Votos Nulos   | 7,14%       | 10.385  |